# Дагестанский государственный аграрный университет
Дагеста́нский госуда́рственный агра́рный университе́т (ДагГАУ) — высшее учебное заведение в Махачкале.
Университет основан в 1932 году. Преподавательский состав насчитывает 252 преподавателя, из которых — 35 докторов наук. Обучаются в университете свыше 4 тысяч человек.

## История
Создан в соответствии с постановлением СНК РСФСР от 29 июня 1932 г. как Дагестанский плодово-виноградный институт.
В 1934 году переименован в Дагестанский сельскохозяйственный институт.
В 1943 году из Азербайджана был реэвакуирован в Махачкалу.
В 1994 году институт был преобразован в Федеральное государственное учреждение высшего профессионального образования «Дагестанская государственная сельскохозяйственная академия».
В 2010 году вузу присвоено имя Магомеда Мамаевича Джамбулатова.
10 февраля 2012 года приказом Федеральной службы по надзору в сфере науки и образования академии был присвоен статус «университет».

## Факультеты
На данный момент в университете функционируют 7 факультетов очного обучения и один заочного обучения, а также 29 кафедр.
- Технологический факультет;
- Факультет биотехнологии;
- Факультет ветеринарной медицины;
- Экономический факультет;
- Инженерный факультет;
- Факультет «Автомобили и автомобильное хозяйство»;
- Факультет агроэкологии;
- Факультет заочного обучения.

## Известные выпускники
- Мухтар Меджидов — экс Председатель Правительства Республики Дагестан ;
- Хизри Шихсаидов — экс Председатель Народного Собрания Республики Дагестан ;
- Вагаб Казибеков — Заслуженный мастер спорта СССР, двукратный чемпион Европы, чемпион Всемирной универсиады 1981 года в Румынии;
- Абзагир Гусейнов — экс Министр сельского хозяйства и продовольствия Республики Дагестан.

## Руководители
| Годы        | Ректор                                   |
| ----------- | ---------------------------------------- |
| 1934 — 1938 | Ковалёв, Петр Иванович                   |
| 1938 — 1942 | Маханьков, Трофим Петрович               |
| 1943 — 1945 | Гутырь, Иван Григорьевич                 |
| 1945 — 1950 | Сорокин, Алексей Михеевич                |
| 1950 — 1955 | Дандамаев, Шамсулвара Гаджиевич          |
| 1955 — 1960 | Гаджиев, Даниял Мамаевич                 |
| 1960 — 1998 | Джамбулатов, Магомед Мамаевич            |
| 1999 — 2008 | Ханмагомедов, Сейидуллах Габибуллаевич   |
| 2008 — 2025 | Джамбулатов, Зайдин Магомедович          |
| 2025 — н.в  | Мукаилов, Мукаил Джабраилович (как и.о.) |